# Avitus von Vienne

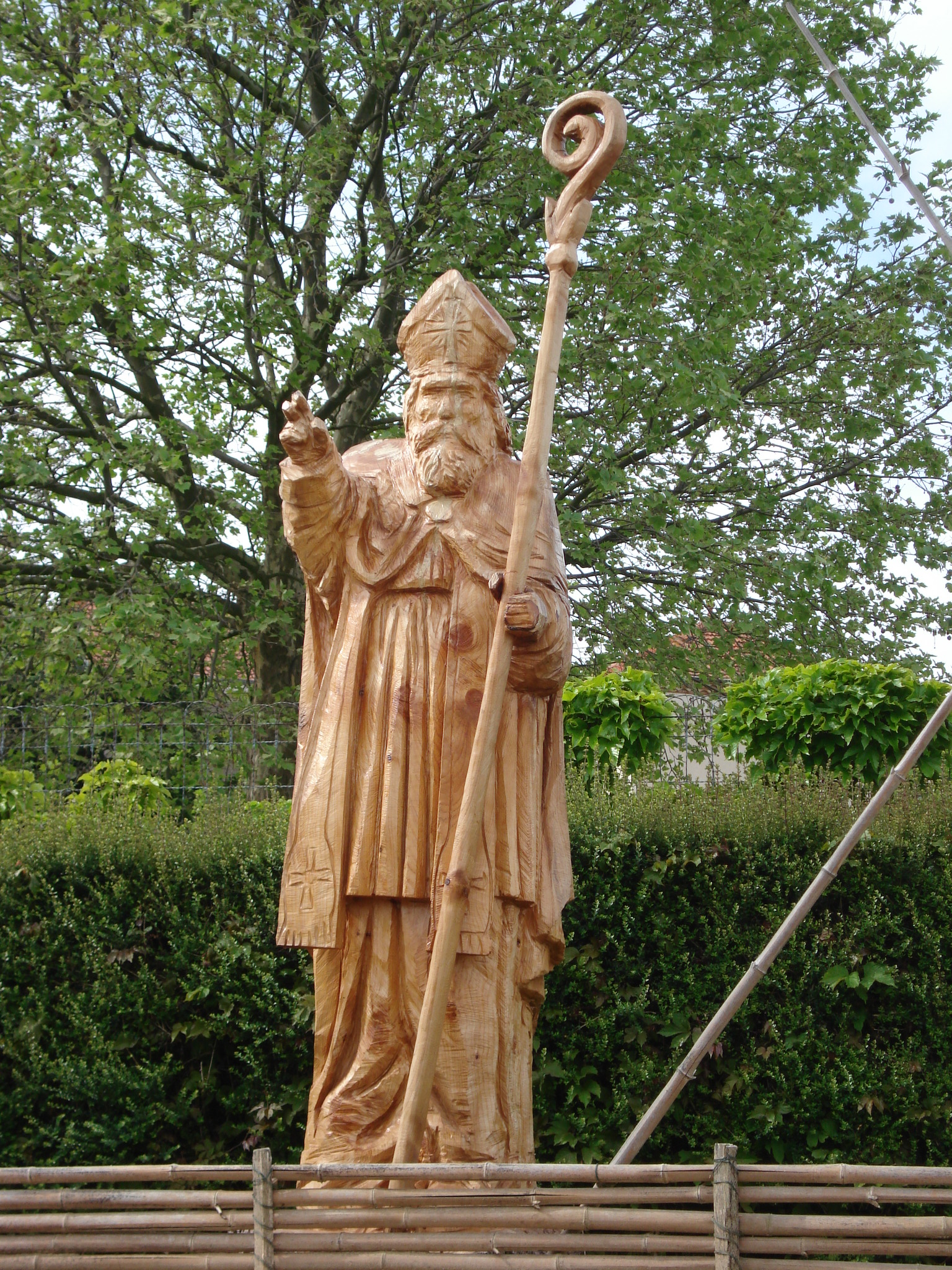
Avitus von Vienne

Alcimus Ecdicius Avitus (* um 460; † 5. Februar 518 in Vienne) war ein spätantiker Bischof und ist ein Heiliger der römisch-katholischen Kirche. Er war mit Sidonius Apollinaris († 479) verwandt und war dadurch auch ein Verwandter des weströmischen Kaisers Avitus († 457).

## Leben
Alcimus Ecdicius Avitus entstammte einer angesehenen gallorömisch-senatorischen Familie. Im Jahr 494 wurde er – als Nachfolger seines Vaters – Bischof von Vienne und entwickelte sich mit der Zeit zu einem der bedeutendsten Bischöfe Galliens. 517 leitete er das von ihm einberufene 1. burgundische Konzil in Epao. Er bekämpfte den sogenannten Arianismus, der in Burgund damals vorherrschend war, wobei es ihm 497 gelang, Sigismund, den Sohn und Erben des Burgundenkönigs Gundobad, zum Katholizismus zu bekehren.
Weitere Betätigungsfelder waren der Kampf gegen den Semipelagianismus und für den Primat des Bischofs von Rom innerhalb der Kirche.
Er wird in der römisch-katholischen Kirche als Heiliger verehrt, sein Gedenktag ist der 5. Februar.

## Werk
Avitus wurde ebenfalls bekannt als Schriftsteller. Eine Nacherzählung der Urgeschichte in fünf Büchern, De spiritalis historiae gestis, bestehend aus 2552 Hexametern, war die Grundlage seines Ruhms und gilt als gutes und originelles Bibelepos; erstmals wurde die Person Luzifers in das Epos eingeführt. John Milton nahm die Erzählung schließlich in seinem Epos Paradise Lost auf. 86 Briefe, die von ihm erhalten geblieben sind, stellen darüber hinaus eine wichtige Quelle für die Geschichte der Jahre 499 bis zu seinem Tod 518 dar. In einem dieser Schreiben beglückwünscht er den Frankenkönig Chlodwig I. zu seiner Taufe.

## Schriften
- De spiritalis historiae gestis (Ereignisse der geistlichen Geschichte): De initio mundi (Die Schöpfung), De originali peccato (Die Erbsünde), De sententia Dei (Das Gottesurteil), De diluvio mundi (Die Sintflut), De transitu maris rubri (Die Überquerung des roten Meeres)
- De virginitate (Über die Jungfräulichkeit): Ein Trostgedicht für seine Schwester Fuscina
- Contra Eutychianam haeresim libri I-II (2 Bücher gegen die eutychianische Häresie)[3]
- Dialogi cum Gundobado rege vel librorum contra Arrianos reliquiae[4] (Dialoge mit König Gundobad auch Bücher gegen die Arianer)[5]
- 34 Homilien bzw. Predigten (nur 3 davon sind erhalten geblieben)
- Briefsammlung: 96 Briefe (81 Briefe von Avitus[6] / 8 Briefe an Avitus adressiert[7] / 7 Briefe sind Auftragsarbeiten, die Avitus hauptsächlich[8] im Auftrag von Sigismund verfasst hat).

## Ausgaben und Übersetzungen
- Rudolf Peiper (Hrsg.): Auctores antiquissimi 6,2: Alcimi Ecdicii Aviti Viennensis episcopi Opera quae supersunt. Berlin 1883 (Monumenta Germaniae Historica, Digitalisat)
- Documenta Catholica Omnia, De Scriptoribus Ecclesiae Relatis, De Latinis Scriptoribus, 0460-0518 Avitus Viennensis Episcopus - Excerpta ex Migne Patrologia Latina.
- Danuta Shanzer, Ian N. Wood: Avitus of Vienne. Letters and Selected Prose. Translated Texts for Historians. Liverpool 2002 (englische Übersetzung aller Briefe mit ausführlicher Einleitung und wichtigen Hinweisen bzw. Verbesserungen zur kritischen MGH-Edition).
- Ulrich C.J. Gebhardt (Hrsg.): Alcimus Ecdicius Avitus. Von den Ereignissen der geistlichen Geschichte: Lateinisch-Deutsch (Sammlung Tusculum). De Gruyter, Berlin/Boston 2021, ISBN 978-3-11-072757-9.

## Verehrung
Saint-Avit ist der Name mehrerer Gemeinden im Süden Frankreichs. In dieser Region sind ihm auch mehrere Kirchen geweiht.

## Darstellung
Mittelalterliche Darstellungen des Heiligen sind nicht bekannt. Neuzeitliche Skulpturen und Glasmalereien zeigen ihn im Bischofsornat.